# Dicranomyia transfuga
Dicranomyia transfuga är en tvåvingeart som först beskrevs av Alexander 1935.  Dicranomyia transfuga ingår i släktet Dicranomyia och familjen småharkrankar. Inga underarter finns listade i Catalogue of Life.